# Гаґаз (район)
Гаґаз — район зоби (провінції) Ансеба, у Еритреї. Столиця — місто Гаґаз.